# Швейкі-Великі
Швейкі-Великі (пол. Szwejki Wielkie) — село в Польщі, у гміні Садковиці Равського повіту Лодзинського воєводства.
Населення — 38 осіб (2011).
У 1975-1998 роках село належало до Скерневицького воєводства.

## Демографія
Демографічна структура станом на 31 березня 2011 року:
|          | Загалом | Допрацездатний вік | Працездатний вік | Постпрацездатний вік |
| -------- | ------- | ------------------ | ---------------- | -------------------- |
| Чоловіки | 21      | 1                  | 18               | 2                    |
| Жінки    | 17      | 2                  | 10               | 5                    |
| Разом    | 38      | 3                  | 28               | 7                    |